# Gragnola
Gragnola in Lunigiana is een plaats (frazione) in de Italiaanse gemeente Fivizzano.